# Harald Schumacher
Harald Anton Schumacher (Düren, 6 marzo 1954) è un ex calciatore e allenatore di calcio tedesco, di ruolo portiere.
Nel corso della sua carriera ha militato nel Colonia, nello Schalke 04, nel Fenerbahçe, nel Bayern Monaco e nel Borussia Dortmund. Ha scelto il soprannome Toni in omaggio al suo idolo, Toni Turek, portiere della Nazionale tedesca laureatasi campione del mondo in Svizzera nel 1954.

## Carriera

### Club
Schumacher entra nella rosa del Colonia nella stagione 1972-1973, tuttavia esordisce in Bundesliga l'8 settembre 1973 nel pareggio per 2-2 contro il Bochum; diventa infine titolare nel corso della stagione 1974-1975, quando il club raggiunge anche le semifinali nella Coppa UEFA. Con Il Colonia vince la DFB-Pokal 1976-1977, mentre nella stagione successiva conquista un double, ed arriva in seguito a disputare le semifinali della Coppa dei Campioni. Dopo un'altra coppa nazionale conquistata nel 1982-1983 il club arriva in finale nella Coppa UEFA 1985-1986, che tuttavia perde contro il Real Madrid; intanto nel 1984 e nel 1986 Schumacher viene nominato calciatore dell'anno.
Perso il posto da titolare nel Colonia e la Nazionale a causa della pubblicazione di una discussa autobiografia (Anpfiff,  calcio d'inizio) nella quale denuncia il ricorso a pratiche dopanti, nell'estate del 1987 si trasferisce allo Schalke 04. Salta solo una partita, ma alla fine del campionato il club viene retrocesso. Approda quindi in Turchia, dove si lega per tre anni al Fenerbahçe; con questa maglia vince il titolo nella stagione 1988-1989 e la Supercoppa in quella successiva. Torna infine in Germania, dove disputa otto gare tra le file del Bayern Monaco nella travagliata stagione 1991-1992, al termine della quale si ritira.
Ricopre in seguito il ruolo di allenatore dei portieri, arrivando al Borussia Dortmund. Qui, nella stagione 1995-1996, viene mandato in campo da Ottmar Hitzfeld all'ottantottesimo minuto dell'ultima partita di campionato, che viene vinta per 3-2 contro il Friburgo. Il Borussia, della cui rosa fa quindi parte anche Schumacher, conquista il titolo tedesco.
In seguito allena il Fortuna Colonia nella 2. Fußball-Bundesliga 1999-2000, che termina però con la retrocessione del club.

### Nazionale

Schumacher e Bernard Dietz festeggiano la vittoria della Germania Ovest al

È sceso per la prima volta in campo con la nazionale il 25 maggio 1979 in occasione dell'amichevole contro l'Islanda. Vince poi gli Europei del 1980 e perde le finali dei Mondiali del 1982 e del 1986, sempre da titolare. Nella semifinale dei Mondiali 1982 contro la Francia, passata alla storia come notte di Siviglia, colpisce in uscita con l'anca Patrick Battiston (intervento non sanzionato dall'arbitro olandese Charles Corver): il difensore francese perde due denti, e si ritrova a terra privo di conoscenza con due vertebre incrinate.
È stato inoltre tra i convocati della Selezione Europea nella gara ufficiale con la nazionale italiana del 25 febbraio 1981 allo Stadio Olimpico di Roma, il 383º incontro disputato dagli azzurri, organizzata per raccogliere fondi per le vittime del terremoto dell'Irpinia: la gara si conclude con la vittoria per 3-0 della formazione ospite, nella quale Schumacher gioca per tutto il secondo tempo.

## Palmarès

### Giocatore

#### Club
- Coppa di Germania: 3

Colonia: 1976-1977, 1977-1978, 1982-1983
- Campionato tedesco: 2

Colonia: 1977-1978
Borussia Dortmund: 1995-1996
- Campionato turco: 1

Fenerbahçe: 1988-1989
- Supercoppa di Turchia: 1

Fenerbahçe: 1990

#### Nazionale
- Campionato d'Europa: 1

Italia 1980

#### Individuale
- Calciatore tedesco-occidentale dell'anno: 2

1984, 1986